# Alex Bolaños
Alex Leonardo Bolaños Reascos (San Lorenzo, 22 gennaio 1985) è un calciatore ecuadoriano, centrocampista del Naranja Mekánica.

## Caratteristiche tecniche
Mediano, può essere schierato come centrocampista centrale o come esterno destro.